# Bettina Eichin
Bettina Eichin (* 16. Januar 1942 in Bern) ist eine Schweizer Bildhauerin.

## Leben
Bettina Eichin besuchte von 1960 bis 1964 die Kunstgewerbeschule Bern. 1964 schloss sie die Ausbildung als erste Steinmetzin der Schweiz ab, drei Jahre später schloss sie die Ausbildung als Steinbildhauerin ab.
1964 entstanden erste unabhängige Arbeiten auf Patmos, Figuren aus Lavagestein. 1965 hatte sie in Bern ihre erste Einzelausstellung. Während der Jahre 1965 bis 1966 arbeitete sie in der Münsterbauhütte Bern (Berner Münster) bei der Erneuerung der «Klugen und törichten Jungfrauen» am Hauptportal des Münsters mit. Sie beteiligte sich am Kampf um gleichen Lohn für Frauen und Männer als erstes weibliches Mitglied des Bau- und Holzarbeiterverbandes der Schweiz.
1966 restaurierte sie antike Skulpturen bei Ausgrabungen und in Museen auf Samos. 1967 erfolgte ihre Heirat mit dem österreichischen Archäologen Gerhard Hiesel (1941–2023); sie leistete Restaurierungsarbeiten bei der Ausgrabung im Kabirion bei Theben. Von 1967 bis 1977 entstanden eigene Arbeiten aus griechischem Marmor, Tessiner Cristallinamarmor und spanischem Kalkstein in Hamburg, Athen, Freiburg und Wildtal, Restaurierungsarbeiten bei Ausgrabungen in Tiryns. 1969 erfolgte die Geburt des Sohnes Florian.
Von 1972 bis 1980 verfolgte Eichin eine kulturpolitische Tätigkeit in Freiburg i. Br. für den Bundesverband Bildender Künstlerinnen und Künstler und für die Gewerkschaft Kunst im DGB. Sie war Vorsitzende von Südbaden, Landesvorsitzende von Baden-Württemberg und Mitglied des Bundesvorstandes im Einsatz für die Mitbestimmung der Künstlerinnen und Künstler auf allen politischen Ebenen und zur Einrichtung von Atelier- und Künstlerhäusern in Künstlerselbstverwaltung.

## Wirken
Eichin begann 1960 mit organisch abstrahierten figürlichen Arbeiten in Stein. Ihre späteren Steinskulpturen lösen sich von der figürlichen Abstraktion und tendieren zu einer fast ironisch vervielfältigten Symbolhaftigkeit. 1978 wendete sie sich der Kunst im öffentlichen Raum, dem Ausdrucksmittel des poetischen Realismus und dem Werkstoff Bronze zu. Die monumentalen Bronzefiguren, Stillleben und Ensembles für den öffentlichen Raum enthalten engagierte Botschaften, woraus sich erklärt, dass die Auftraggeber mit der Platzierung ihrer Werke oft Mühe bekunden.
Ihren Entwürfen geht eine intensive intellektuelle Auseinandersetzung mit dem selbstgewählten Thema und dem Ort voraus. Künstlerisch zwischen Realismus und Objektkunst angesiedelt, haben die Werke durch wirksam eingesetzte Symbole und Texte Denkmalcharakter.
Ikonografisch Vertrautes wird durch die Kombination mit Symbolen verfremdet. 
Bettina Eichin bedient sich, auch in den Stillleben und Objekten, trotz vordergründigem Realismus eines surrealen Gestaltungsprinzips. Die Modellierung ihrer Arbeiten für den direkten Bronzeguss (Wachsausschmelzverfahren) gibt den Unikaten eine unverwechselbare Handschrift.
1978 bekam sie Erste Preise bei den Wettbewerben «Mittlere Rheinbrücke Basel» und «Fußgängerzone Freiburg im Breisgau». Bettina Eichin arbeitet seit 1979 vorwiegend in Basel.

Helvetia auf der Reise, Mittlere Rheinbrücke, Basel
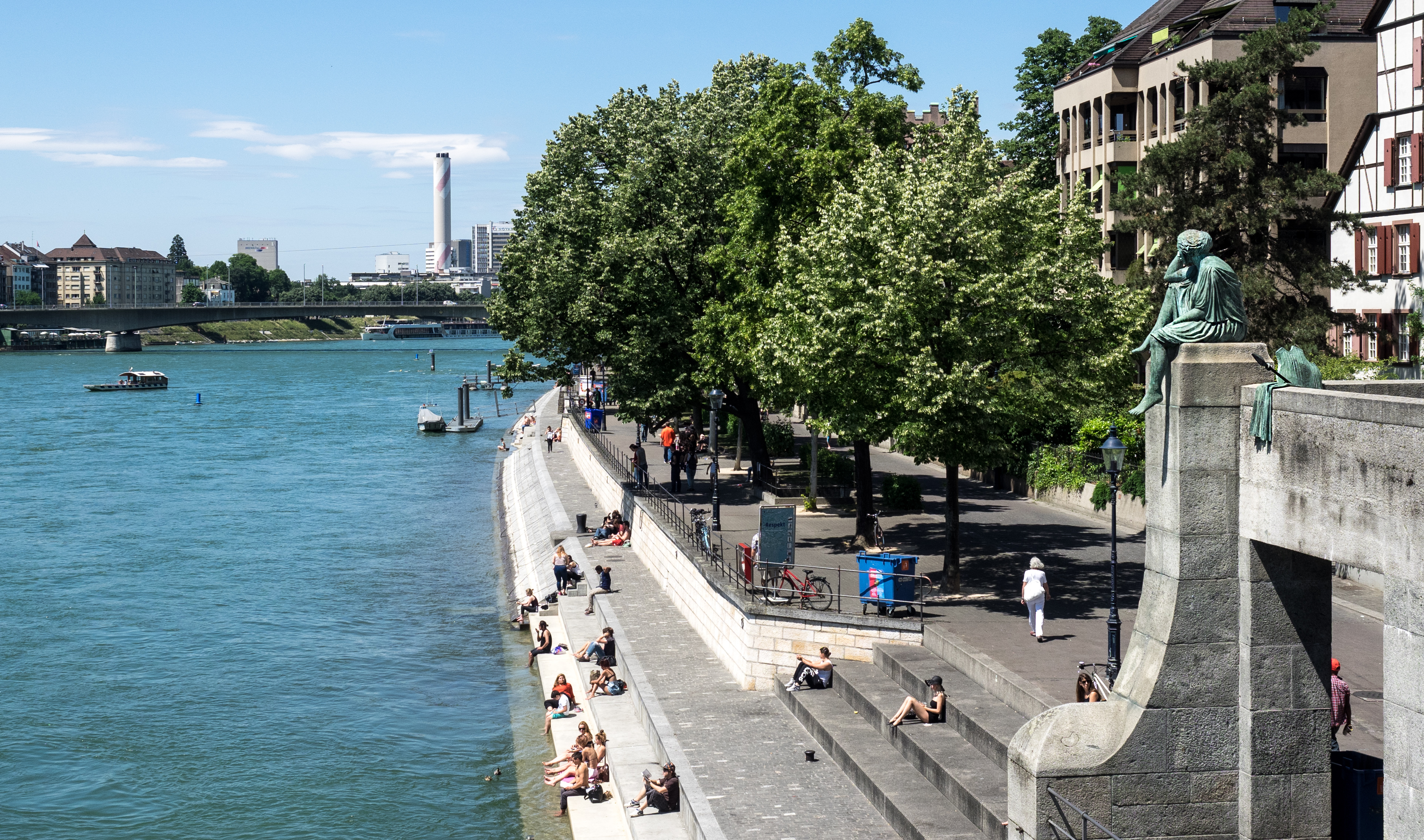
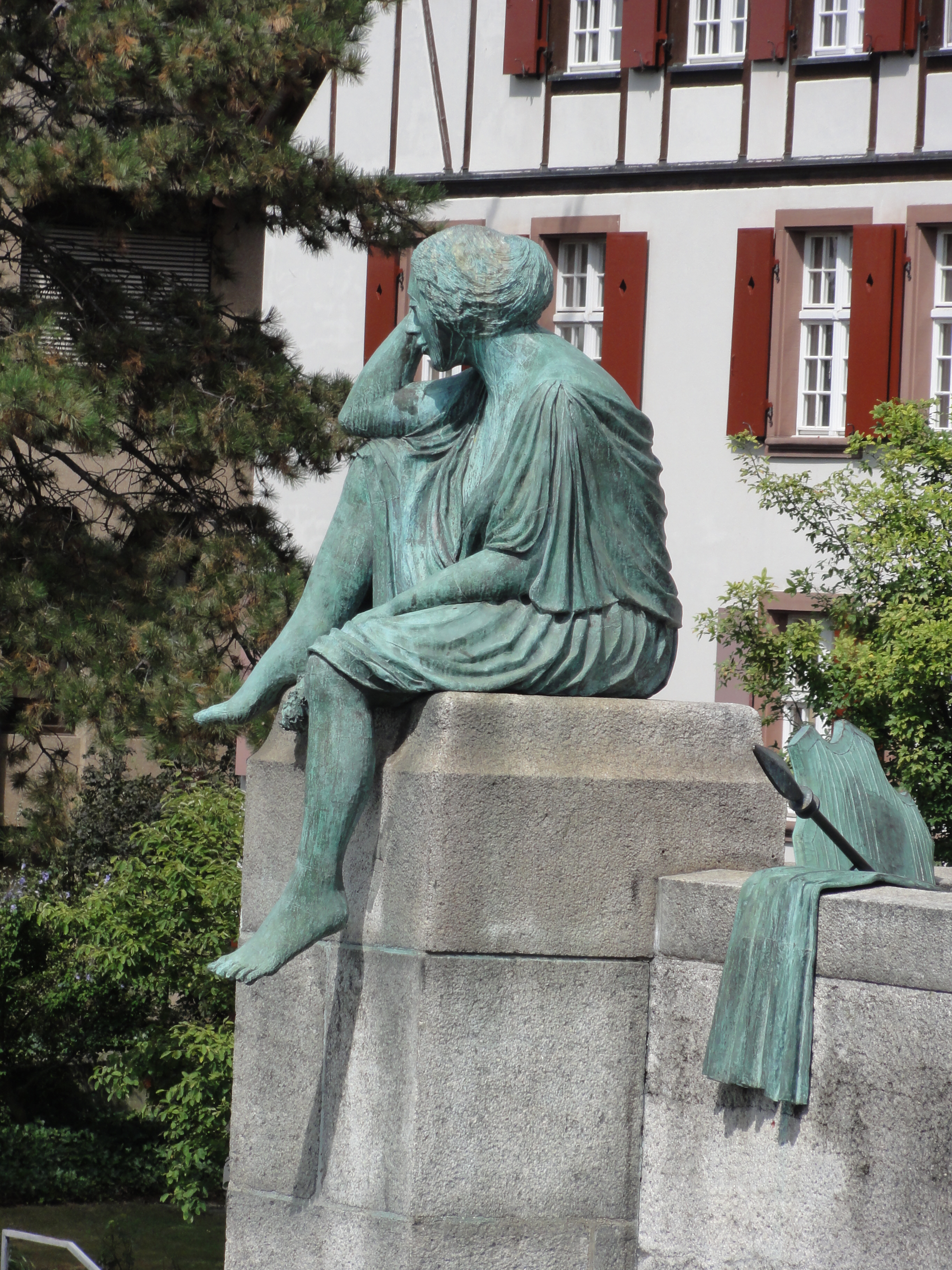
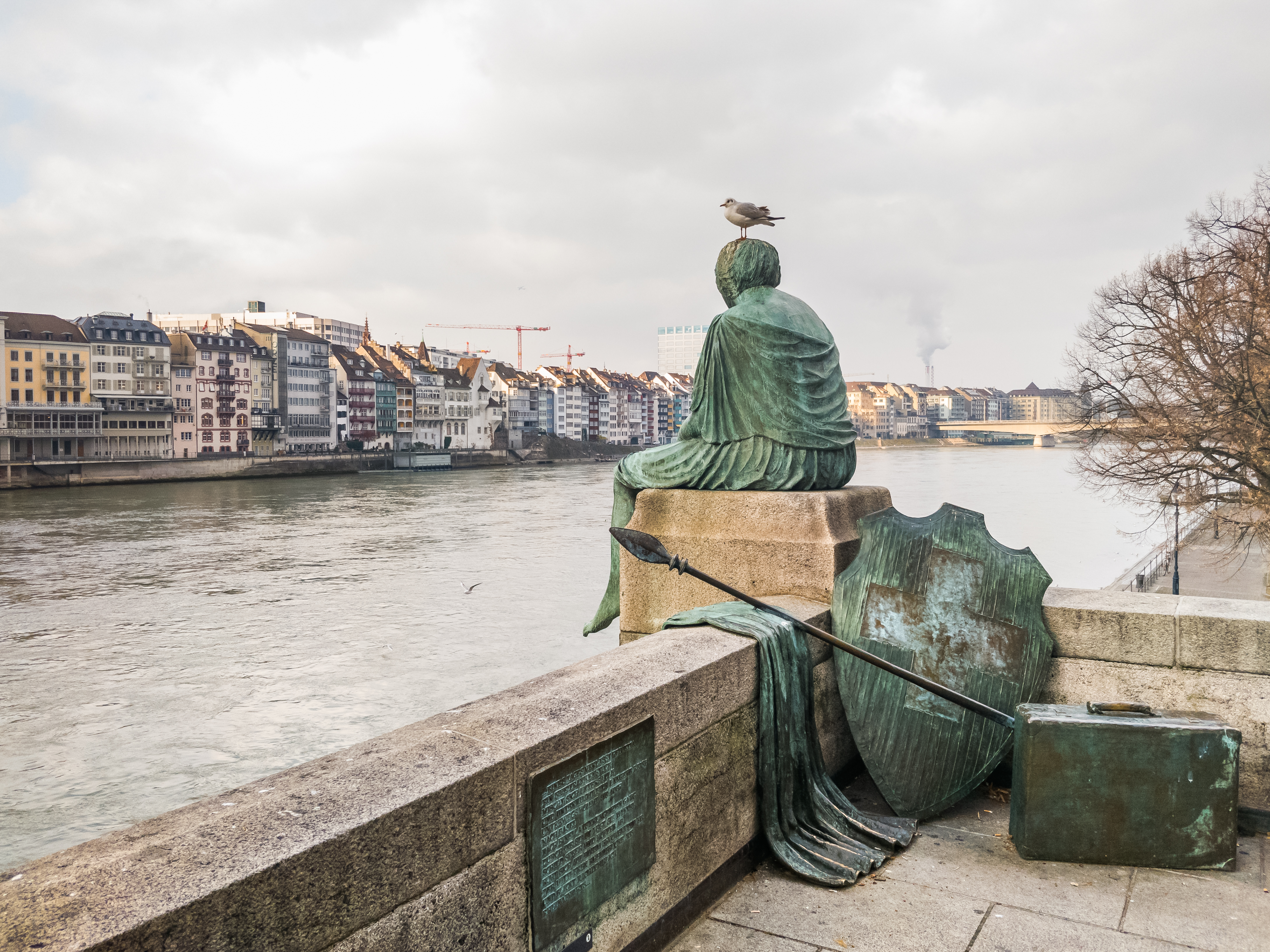

«Eines Tages verlässt Helvetia ein Zweifrankenstück, mischt sich unter das Volk und unternimmt eine längere Reise. Unterwegs kommt sie auch nach Basel. Nach einem anstrengenden Gang durch die Stadt stellt sie Schild, Speer und Koffer ab, legt den Mantel über die Brüstung und ruht sich aus und blickt nachdenklich rheinabwärts.»

In den 1980er Jahren erhielt sie den Auftrag der Firma Sandoz, zum 100-jährigen Jahrestag ihrer Gründung eine Skulptur zu fertigen, die dann der Stadt Basel geschenkt werden sollte. Während der Arbeiten kam es zum Unglück auf dem Industriegelände Schweizerhalle und der folgenden Umweltkatastrophe. Eichin entschloss sich, ihr Konzept zu ändern und fertigte den zweiten Teil des Werkes Markttische mit einem Hinweis an die Katastrophe. Dadurch wurde ihr der Auftrag entzogen und das Werk konnte nur provisorisch untergebracht werden, bis es 2010 den endgültigen Standort im kleinen Kreuzgang des Basler Münsters fand.

Muse II, Schosshaldenfriedhof, Bern
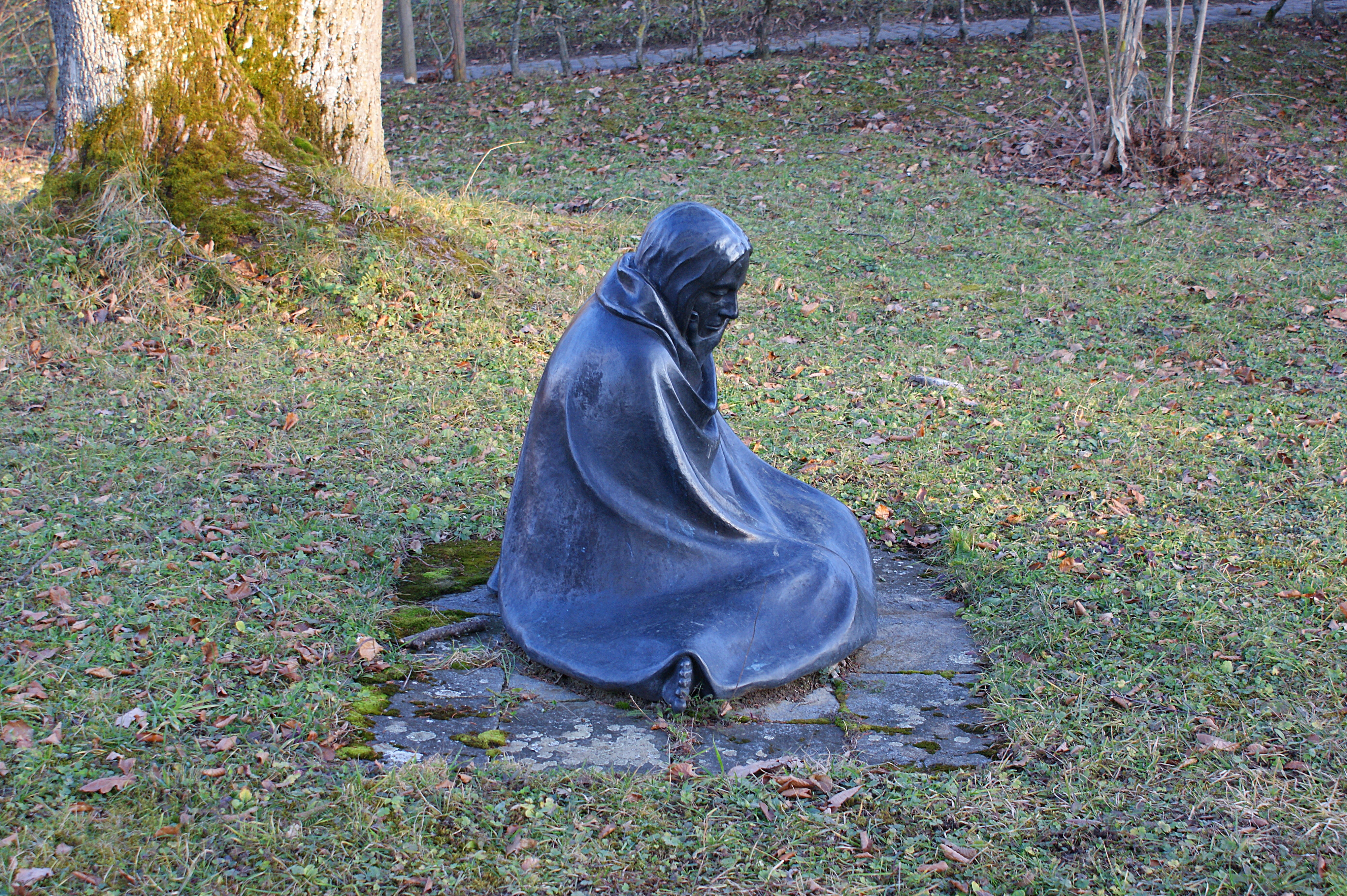
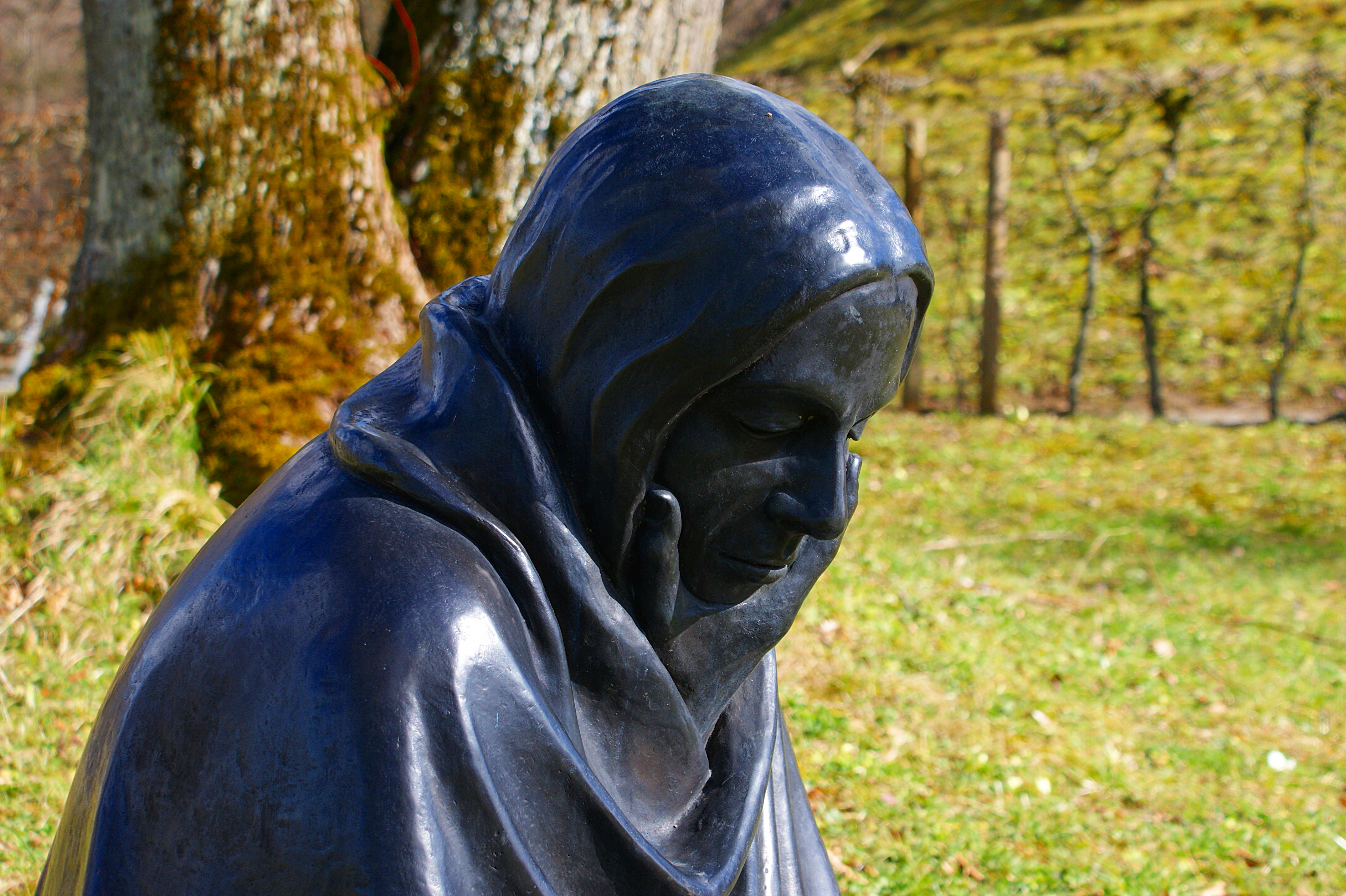
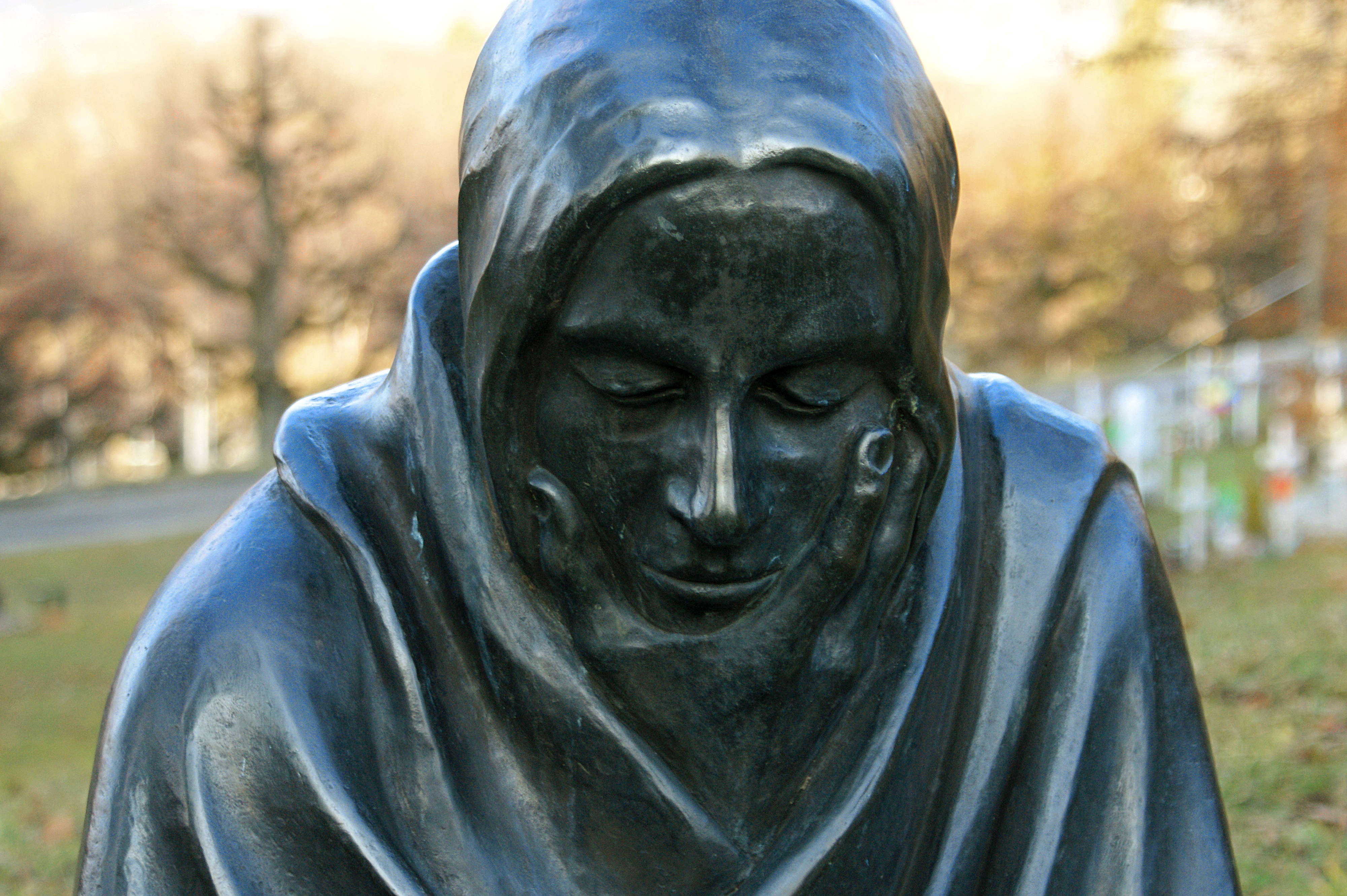

Ihre Werke im öffentlichen Raum sind Menetekel, rufen unerfüllte und beschädigte Ideale in Erinnerung. Schwerpunkte der Arbeit waren Frauen, Stillleben, Texte, Öffentliche Ankäufe, Ausstellungen im In- und Ausland.

## Werke

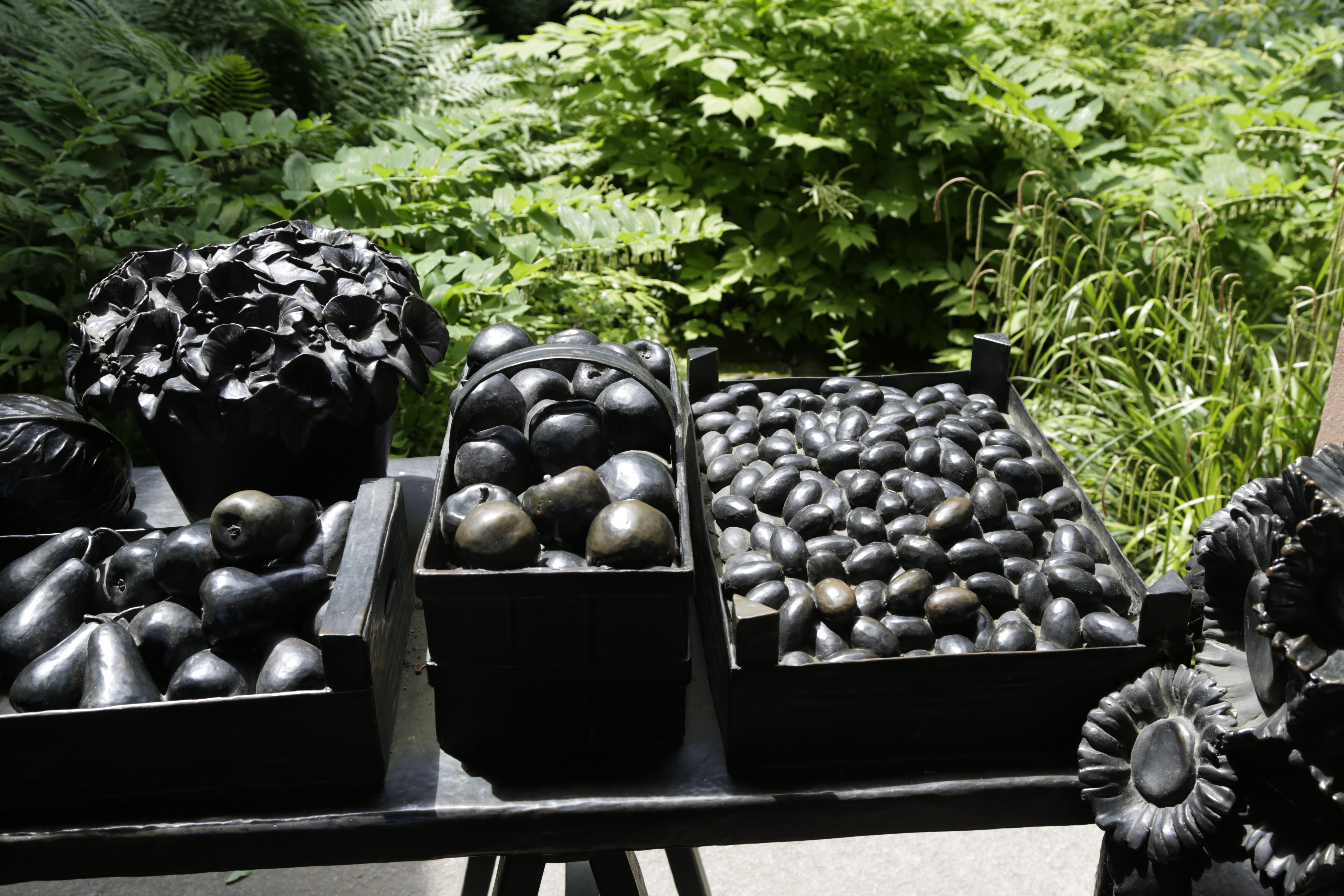
Markttische, Tisch mit Obst und Gemüse, Detail, Kreuzgang des Münsters Basel, 1986

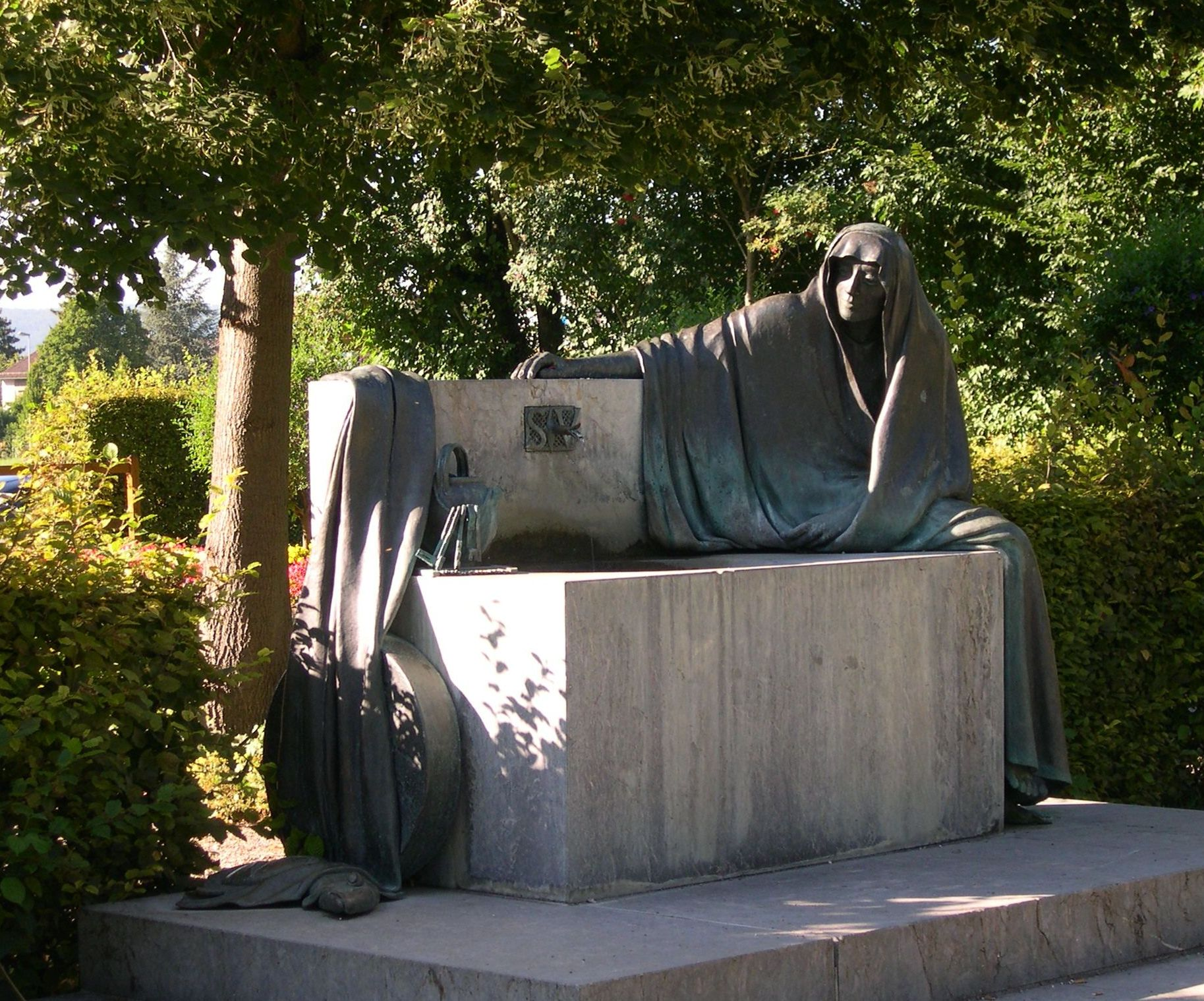
Verena-Brunnen im Kurpark Zurzach, 1990

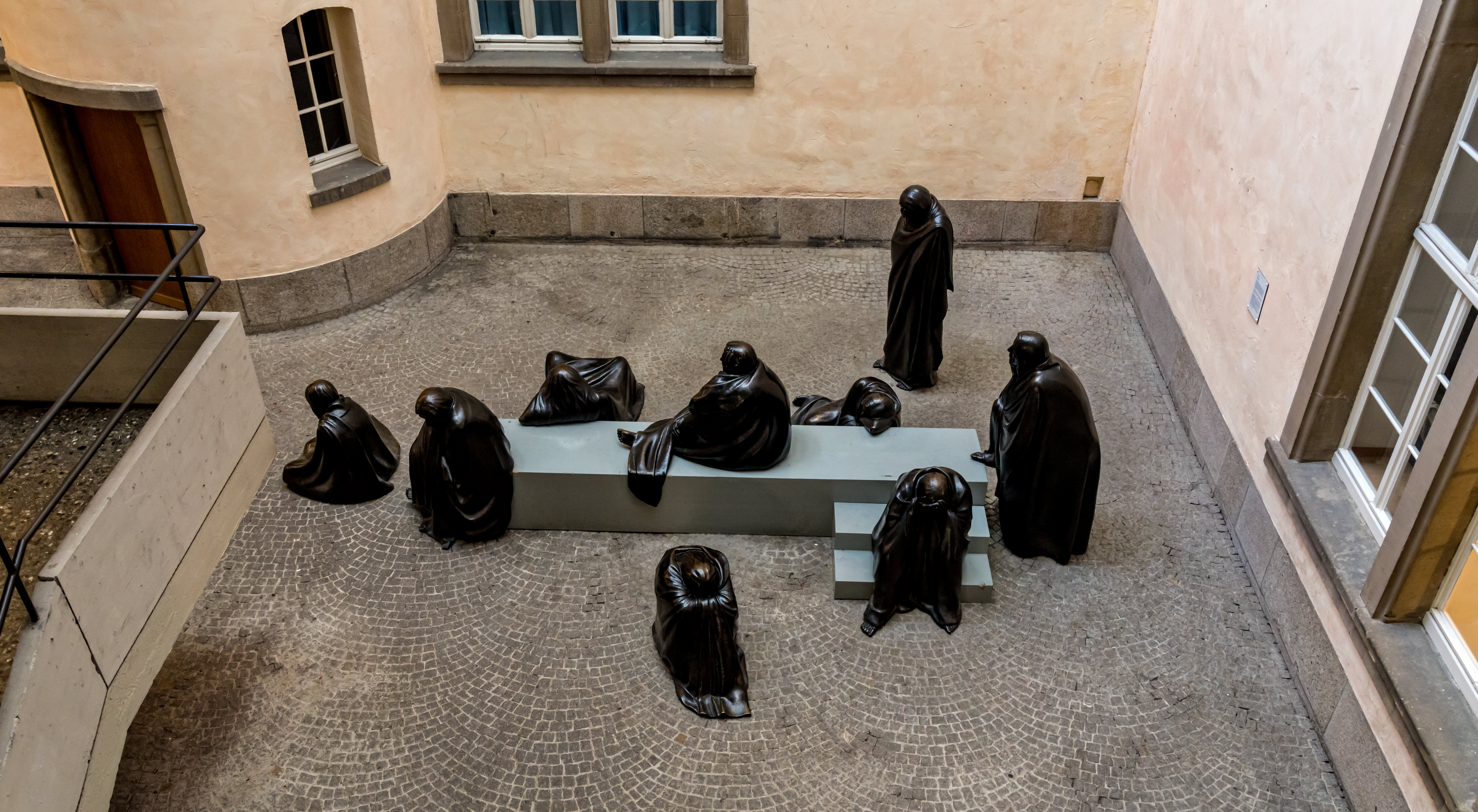
Die neun Musen im Kollegiengebäude III der Universität Freiburg, 1978–1998

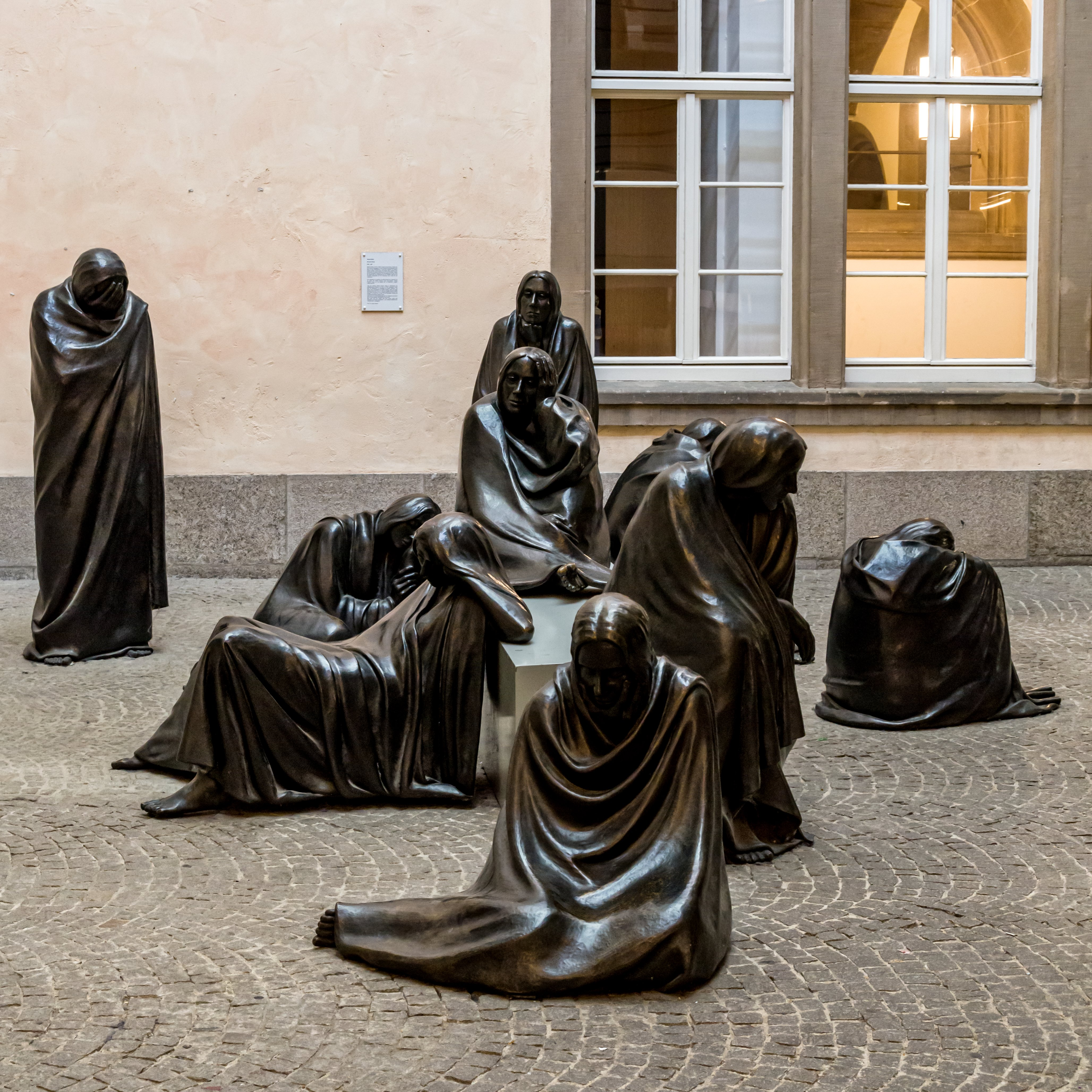
Die neun Musen

- 1978–1998: «Die neun Musen» - Foyer des Kollegiengebäude III der Universität Freiburg
- 1979: Ausführung «Helvetia auf der Reise», Basel[7]
- 1982: «Schlafende Muse», große Stillleben in Bronze
- 1984: Auftrag der Stadt Freiburg für «Neun Musen»
- 1986: Markttische, Stillleben, Kreuzgang Basler Münster
- 1990: Verena-Brunnen im Kurpark Zurzach
- 1994: Kleiner Brunnen gegen die Zollfreistrasse in Riehen
- 1995: Brunnen für Matthias von Neuenburg, Neuenburg am Rhein
- 1997: «Mnemosyne» Gemeinschaftsgrab Friedhof Blözen in Pratteln
- 1997–2007: Auftrag und Arbeit am Menschenrechtsdenkmal Basel
- 2000: «Menschenrechte 1776, 1789, 1791», 2000–2005 in der Galérie des Alpes, Bundeshaus, Bern; Heute in einem Kunstlager des Bundes.[8][9]
- 2001: Muse II (Abformung) Schosshaldenfriedhof, zur Erinnerung an die Eltern. Geschenk an die Stadt Bern.
- 2002: Erinnerung an Peter Ochs, Predigerkirche Basel

## Auszeichnungen
- 1978: 1. Preis beim Wettbewerb Mittlere Rheinbrücke Basel
- 1978: 1. Preis für die Fussgängerzone Freiburg im Breisgau
- 2005: Gleichstellungspreis beider Basel

## Zitat
„Es gibt kaum mehr Bildhaueraufträge für Kunst im öffentlichen Raum. Bildhauerei wie ich sie betreibe, ist wenig gefragt, wird als „Möblierung“ abgewertet und als überflüssig abgetan. Grosse Aufträge, die einen Künstler oder eine Künstlerin über längere Zeit beschäftigen, gibt es kaum mehr. Gefragt sind Konzepte mit kurzfristigen Interventionen im öffentlichen Raum, die kommen und gleich wieder verschwinden, ohne Spuren zu hinterlassen. Die Architekten sind heute die Bildhauer. Mit ihren Grossobjekten stellen sie die Skulpturen im öffentlichen Raum und binden die Finanzmassen. Plätze, Parkanlagen und Brunnen werden heute nicht mehr mit KünsterInnen gestaltet. Sie werden heute von den Architekten und Gestaltern selbst designed. Was ich mit Bild, Form, Inhalt und Aussage mache, würde das reine Design stören.“